# Stenasilus varipes
Stenasilus varipes är en tvåvingeart som först beskrevs av Ignaz Rudolph Schiner 1867.  Stenasilus varipes ingår i släktet Stenasilus och familjen rovflugor. Inga underarter finns listade i Catalogue of Life.